# Cyrtolabulus rauschi
Cyrtolabulus rauschi är en stekelart som beskrevs av Gusenleitner 1999. Cyrtolabulus rauschi ingår i släktet Cyrtolabulus och familjen Eumenidae. Inga underarter finns listade i Catalogue of Life.